# فيلي إيرفاين (ممثلة)
فيلي إيرفاين (بالإنجليزية: Fely Irvine)‏ هي ممثلة ومغنية وراقصة أسترالية، ولدت في 9 يناير 1989 في دافاو في الفلبين.

## وصلات خارجية
- فيلي إيرفاين على موقع IMDb (الإنجليزية)
- فيلي إيرفاين على موقع ديسكوغز (الإنجليزية)
- فيلي إيرفاين على موقع قاعدة بيانات الفيلم (الإنجليزية)
- فيلي إيرفاين على موقع كينوبويسك (الروسية)